# 第二学期惊魂
《第二学期惊魂》是沙哈蒙空电影国际有限公司制作的泰国校园恐怖片，由提拉东·苏帕庞皮尤（James）、BNK48成员贝娃·素探蓬（Music）、莎婉雅·派莎恩帕雅（Nana）、帕尼莎拉·里库苏拉康（Care）、克里特·奇拉帕塔纳努旺（Kit）及葵咪莎拉·普碟（Belle）主演，于2022年3月24日在泰国境内正式上映。

## 简介
六名大学新生意外发现「C床鬼校友传说」、「迎新会的异样」以及「误入老教学楼的姐弟」三个灵异故事，并探寻校园恐怖传说真相的故事。

## 演员阵容
- 提拉东·苏帕庞皮尤（James） 饰演 [4]

医学学院生。
- 贝娃·素探蓬（Music） 饰演 [4]

建筑学院生。
- 莎婉雅·派莎恩帕雅（Nana） 饰演 [4]

医学学院生。
- 帕尼莎拉·里库苏拉康（Care） 饰演 [4]

建筑学院生。
- 克里特·奇拉帕塔纳努旺（Kit） 饰演 [4]

美术学院生。
- 葵咪莎拉·普碟（Belle） 饰演 [4]

科学学院生。